# 圣谢龙 (马恩省)
圣谢龙（法語：Saint-Chéron，法語發音：[sɛ̃ ʃeʁɔ̃] ⓘ）是法国马恩省的一个市镇，属于维特里勒弗朗索瓦区。

## 地理
圣谢龙（48°38'11"N, 4°33'39"E）面积9.16 平方千米，位于法国大東部大區马恩省，该省份为法国东北部内陆省份，北起阿登省，西北接埃纳省，西南接塞纳-马恩省，南至奥布省，东南接上马恩省，东临默兹省。
与圣谢龙接壤的市镇（或旧市镇、城区）包括：阿济利耶尔-讷维尔、日尼-比西、莱里维耶尔-昂吕埃勒、松苏瓦。

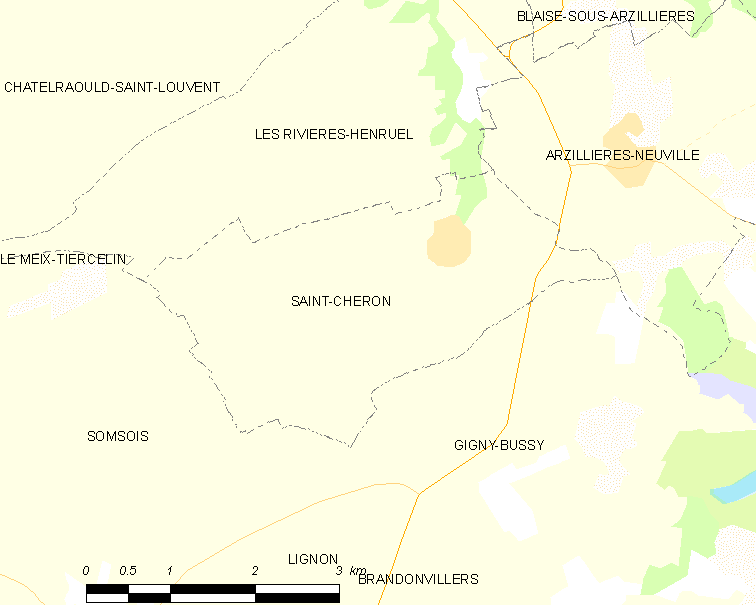
的OSM定位图

圣谢龙的时区为UTC+01:00、UTC+02:00（夏令时）。

## 行政
圣谢龙的邮政编码为51290，INSEE市镇编码为51475。

## 政治
圣谢龙所属的省级选区为维特里勒弗朗索瓦-香槟-代尔县。

## 人口

1962-2008年间人口变化图示

圣谢龙于2022年1月1日时的人口数量为63人。